# Оленино (Волынская область)
Оле́нино (укр. Оленине) — село в Камень-Каширской городской общине Камень-Каширского района Волынской области Украины.
Население по переписи 2001 года составляет 1057 человек. Почтовый индекс — 44563. Телефонный код — 33257. Занимает площадь 31,99 км².

## История
В 1946 году указом ПВС УССР село Геленин переименовано в Оленино.